# Hannes Neuhauser
Hannes Neuhauser (ur. 29 listopada 1984 w Schwaz) – austriacki kierowca wyścigowy.

## Kariera
Neuhauser rozpoczął karierę w wyścigach samochodowych w roku 2001, od startów w Formule BMW ADAC. Z dorobkiem 28 punktów ukończył sezon na czternastej pozycji w klasyfikacji generalnej. Rok później był trzeci w tej serii. W późniejszych latach startował także w Austriackiej Formule 3, Niemieckiej Formule 3, Formule 3 Euro Series, Porsche Supercup, Niemieckim Pucharze Porsche Carrera oraz w Mini Challenge Germany. W Formule 3 Euro Series startował w latach 2004–2005 z austriacką ekipą HBR Motorsport. Podczas gdy w pierwszym sezonie startów nie zdobywał punktów, rok później 7 punktów dało mu 18. miejsce w klasyfikacji końcowej.

## Statystyki
| Sezon | Seria                            | Zespół                    | Wyścigi | Zwycięstwa | PP | NO | Podium | Punkty | Pozycja |
| ----- | -------------------------------- | ------------------------- | ------- | ---------- | -- | -- | ------ | ------ | ------- |
| 2001  | Formuła BMW ADAC                 | Achleitner Motorsport     | 20      | 0          | 0  |    | 0      | 28     | 14      |
| 2002  | Formuła BMW ADAC                 | Josef Kaufmann Racing     | 20      | 1          | 2  | 1  | 4      | 145    | 3       |
| 2002  | Austriacka Formuła 3             | Achleitner Motorsport     | 11      | 4          |    |    | 9      |        | 2       |
| 2003  | Niemiecka Formuła 3              | Achleitner Motorsport     | 16      | 2          | 3  | 1  | 10     | 185    | 3       |
| 2003  | Austriacka Formuła 3             |                           |         |            |    |    |        | 55     | 5       |
| 2004  | Formuła 3 Euro Series            | HBR Motorsport            | 19      | 0          | 0  | 0  | 0      | 0      | NS      |
| 2004  | Masters of Formula 3             | HBR Motorsport            | 1       | 0          | 0  | 0  | 0      | N/A    | 23      |
| 2005  | Formuła 3 Euro Series            | HBR Motorsport            | 18      | 0          | 0  | 0  | 0      | 7      | 18      |
| 2005  | Masters of Formula 3             | HBR Motorsport            | 1       | 0          | 0  | 0  | 0      | N/A    | 9       |
| 2006  | Porsche Supercup                 | Konrad Motorsport         | 12      | 0          | 0  | 0  | 0      | 52     | 12      |
| 2006  | Recaro Formel 3 Cup              | Recaro Formel 3 Cup       | 2       | 0          | 0  | 0  | 0      | 0      | NS      |
| 2007  | Niemiecki Puchar Porsche Carrera | Mamerow Racing            | 6       | 0          | 0  | 0  | 0      | 17     | 21      |
| 2008  | Mini Challenge Germany           | Fast Forward - Team Spicy | 4       | 0          | 0  | 0  | 0      | 29     | 28      |